# Білокам'яне
Білока́м'яне (до 1945 року — Сюю́р-Таш, крим. Süyür Taş) — село в Україні, у Бахчисарайському районі Автономної Республіки Крим. Підпорядковане Залізничненській сільській раді.
Площа — 91 гектар, у майже 110 дворах проживає близько 380 чоловік. В селі діє мечеть.
У багатьох документах місцевих органів влади, а також самими жителями села використовується варіант назви Білокам'янка.

## Географія
Село розташоване в центральній частині району, на початку північно-західних схилів Другої Гряди Кримських гір, в ущелині, оточеній мальовничими вапняковими скелями, що і визначило походження як сучасної, так і старої назв (Сююр-Таш, переводиться з кримськотатарської як «гострий камінь»).
Відстань до райцентру близько 8 кілометрів, найближчі залізнична станція Сирень і платформа 1501 км, до обох близько 5 кілометрів. Село практично зрослося з Тургенєвкою.

## Назва
Історична назва села Сююрташ. Сююр (крим. süyrü, у діалектах süyür) в перекладі з кримськотатарського означає «гострий», таш (крим. taş) — «камінь». Варіант назви Сиври-Таш, що зустрічається в деяких історичних документах, відбиває турецький (тур. sivri) і південнобережний діалектний варіант слова «гострий».

## Історія
За свідченнями європейських послів і місіонерів (Мартін Броневський, 1578, Еміддіо Портеллі д'Асколі., 1634, та ін.) у Сююр-Таши до 1604 року існувала громада нащадків генуезців, що втекли з Кафи в 1475 році після завоювання Османами міста у володіння кримських ханів і поступили на ханську дипломатичну службу. Тут же в XVI столітті проживали іноземні посли. Громада мала в селі римсько-католицький храм в ім'я Св. Івана, а голова громади носив титул «сююрташ-бей».
На початку XVII століття нащадки генуезців були переселені в с. Фоти-сала). Ще на початку XX століття жителі Сююр-Таша показували в селі колодязь, за переказами, побудований тутешніми генуезцями.
У Камеральному Описі Криму 1784 року згадується, як село Севирташ бакче-сарайскаго кадилику бакчи-сарайського каймакамства. Після приєднання Криму до Російської Імперії 8 лютого 1784 року, село було приписане до Сімферопольському повіту Таврійської області.
Після Павлівських реформ, з 1792 по 1802 рік, входила до Акмечетський повіт Новоросійської губернії. За новим адміністративним поділом, після створення 8 (20) жовтня 1802 року Таврійської губернії, до Чоргунської волості Сімферопольського повіту.
За Відомості про усі селища, у що Сімферопольському повіті полягають. 1805 року в Сююр-Таши в 46 дворах проживало 365 кримських татар, у 1817 році дворів стало 60.
В результаті реформи 1829 року, згідно з Відомістю про казенні волості Таврійської губернії 1829 р Сююрташ приписали в Дуванкойську волость, у 1842 році в селі було 69 дворів.
У 1860-х роках, після земської реформи Олександра II, село віднесли до Каралезької волості. У «Списку населених місць Таврійської губернії» 1864 року в Сююр-Таше записаний 431 житель — кримські татари — в 87 будинках і 2 мечеті, а на карті 1865 року — 75 будинків.
За «Пам'ятною книгою Таврійської губернії» 1889 року в селі в 140 дворах проживали 723 людини, на карті 1890 року 152 двори, усі жителі — кримські татари.
Населення росло і до Всеімперського перепису 1897 року в селі нараховувався 821 житель, з них кримських татар — 815. Надалі, правда, населення стало скорочуватися (у 1926 році до 780 і в 1939 — 655 чоловік), але з абсолютним переважанням кримськотатарського.
На 1926 рік, по новому адміністративному поділу, Сююр-Таш віднесли до Бахчисарайського району, а саме село було центром Сююрташської сільради.
Усе змінилося 18 травня 1944 року, коли, згідно з Постановою ДКО № 5859 від 11 травня 1944 року, усі кримські татари були депортовані в Середню Азію, а в спорожнілі будинки завезли переселенців з Орловської і Брянської областей. 21 серпня 1945 року Сююр-Таш перейменовано у Білокам'яне, а Сююрташська сільрада — у Білокам'янську. Пізніше сільраду скасували, приєднавши до Залізничненської сільської ради.

## Населення
Згідно з переписом УРСР 1989 року чисельність наявного населення села становила 260 осіб, з яких 120 чоловіків та 140 жінок.
За переписом населення України 2001 року в селі мешкало 399 осіб.

### Динаміка чисельності населення
- 1805 рік — 365 чол. (всі кримські татари)
- 1864 рік — 461 чол.
- 1889 рік — 723 чол.
- 1897 рік — 821 чол. (815 кримських татар)
- 1926 рік — 780 чол. (763 кримських татарина, 17 росіян)
- 1939 рік — 655 чол.
- 1989 рік — 260 чол.
- 2001 рік — 400 чол.

### Мова
Розподіл населення за рідною мовою за даними перепису 2001 року:
| Мова              | Відсоток |
| ----------------- | -------- |
| кримськотатарська | 63,00 %  |
| російська         | 32,25 %  |
| українська        | 2,50 %   |
| білоруська        | 1,00 %   |
| інші              | 1,25 %   |